# Feie Tallir
Feie Tallir (1 januari 2006) is een Belgisch basketballer.

## Carrière
Tallir speelde in de jeugd van Sint-Niklase Condors en BBC Falco Gent. In 2020 ging hij spelen in de jeugd van de Antwerp Giants. In 2023 tekende hij voor drie jaar bij de Antwerp Giants. In het seizoen 2023/24 maakte hij zijn debuut in de BNXT League terwijl hij voornamelijk voor de B-ploeg speelde.